# Betahenfald
Betahenfald er den type af radioaktive henfald, hvor der fra atomkerner udsendes betastråling (elektroner eller positroner). For elektronens tilfælde betegnes henfaldet "beta minus" (β-), mens udsendelse af positroner kaldes beta plus-henfald (β+). De udsendte partiklers kinetiske energi fordeler sig kontinuert mellem 0 og den maksimale tilgængelige energi, Q, der afhænger af hvilke tilstande af moder- og datterkernerne, der indgår i henfaldet. Q har typisk værdier omkring 1 MeV, men kan variere fra få keV til nogle få 10 MeV. De mest energirige betapartikler er ultrarelativistiske, det vil sige har hastigheder tæt på lysets hastighed. 

## β--henfald
I β--henfald, omdanner den svage vekselvirkning en neutron til en proton under udsendelse af en elektron og en antielektronneutrino ({\displaystyle {\bar {\nu }}_{e}}):
{\displaystyle {\mbox{n}}\rightarrow {\mbox{p}}^{+}+{\mbox{e}}^{-}+{\bar {\nu }}_{e}}
På elementarniveau sker en omdannelse af en af neutronens downkvarker til en upkvark under udsendelse af en W--boson. W--bosonen henfalder derefter til elektronen og antineutrinoen. 

## β+-henfald
I β+-henfald – der observeres i protonrige kerner – bruges energi til at omdanne en proton til en neutron, en positron og en elektronneutrino:
{\displaystyle {\mbox{p}}^{+}\rightarrow {\mbox{n}}+{\mbox{e}}^{+}+\nu _{e}}
I modsætning til beta minus-henfald kræver beta plus-henfald energi, idet neutronens masse er større end en protons. Beta plus-henfald kan således ikke finde sted isoleret, men kræver at datterkernens bindingsenergi er højere end moderkernens.

## Elektronindfangning
Når β+ er mulig er også elektronindfangning mulig. Det er en proces, hvor en af atomets elektroner (typisk en elektron i den inderste skal) indfanges af kernen:
{\displaystyle {\mbox{p}}^{+}+{\mbox{e}}^{-}\rightarrow {\mbox{n}}+\nu _{e}}
Hvis den tilgængelige energi er mindre end 2mec² er β+ ikke mulig og elektronindfangning er eneste henfaldsmulighed. Man kan læse mere på artiklen elektronindfangning.

## Neutrinoens rolle
På grund af neutrinoen vil atomet og betapartiklen sædvanligvis ikke have modsatrettet rekyl. Denne iagttagelse ledte Wolfgang Pauli til at postulere neutrinoens eksistens for at kunne undgå brud på lovene om energibevarelse og impulsbevarelse.

## Eksterne links
- Wikimedia Commons har flere filer relateret til Betahenfald